# Quận Martin, Indiana
Quận Martin là một quận trong tiểu bang Indiana, Hoa Kỳ. Tại thời điểm năm 2000, quận có dân số 10.369 người. Quận lỵ là Shoals6. Ngày 2 tháng 4 năm 2006, quận Martin chuyển sang Central Time Zone. Đơn đề nghị chuyển qua Múi giờ phía Đông khiến cho 5 quận khác bắt chước gửi đơn thỉnh cầu. Quận đã trở lại Eastern Time Zone vào ngày 4 tháng 11 năm 2007.